# Зелбах бај Хам (Зиг)
Зелбах бај Хам (њем. Seelbach bei Hamm) општина је у њемачкој савезној држави Рајна-Палатинат. Једно је од 119 општинских средишта округа Алтенкирхен (Вестервалд). Према процјени из 2010. у општини је живјело 196 становника. Посједује регионалну шифру (AGS) 7132102.

## Географски и демографски подаци
Зелбах бај Хам се налази у савезној држави Рајна-Палатинат у округу Алтенкирхен (Вестервалд). Општина се налази на надморској висини од 195 метара. Површина општине износи 3,4 km². У самом мјесту је, према процјени из 2010. године, живјело 196 становника. Просјечна густина становништва износи 58 становника/km².

## Међународна сарадња
| Мјесто | Држава    | Врста сарадње | Од    |
| ------ | --------- | ------------- | ----- |
|        | Француска | партнерство   | 1981. |
| Извор  |           |               |       |